# Jörgen Persson
Lars-Erik Jörgen Persson (ur. 22 kwietnia 1966 w Halmstad) – szwedzki tenisista stołowy, uczestnik siedmiu igrzysk olimpijskich (od 1988 do 2012), pięciokrotny mistrz świata, dziewięciokrotny mistrz Europy, dwukrotny zwycięzca pucharu świata. W 2013 zakończył zawodową karierę.
Przez 29 lat kariery reprezentacyjnej wygrał 193 z 243 spotkań w ramach meczów szwedzkiej kadry narodowej albo olimpijskiej.

## Sukcesy
Na podstawie.

### Igrzyska olimpijskie
- Siedmiokrotne uczestnictwo (1988, 1992, 1996, 2000, 2004, 2008 i 2012)
- 2008 – czwarte miejsce (gra pojedyncza)
- 2000 – czwarte miejsce (gra pojedyncza)

### Mistrzostwa świata
- 2001 – brązowy medal (drużynowo)
- 2000 – złoty medal (drużynowo)
- 1997 – srebrny medal (gra podwójna)
- 1995 – srebrny medal (drużynowo)
- 1993 – złoty medal (drużynowo)
- 1991 – złoty medal (gra pojedyncza)
- 1991 – złoty medal (drużynowo)
- 1991 – brązowy medal (gra podwójna)
- 1989 – srebrny medal (gra pojedyncza)
- 1989 – złoty medal (drużynowo)
- 1987 – srebrny medal (drużynowo)

### Mistrzostwa Europy
- 2011 – srebrny medal (drużynowo)
- 2003 – brązowy medal (drużynowo)
- 2000 – złoty medal (drużynowo)
- 1998 – brązowy medal (gra podwójna)
- 1998 – brązowy medal (drużynowo)
- 1996 – srebrny medal (gra pojedyncza)
- 1996 – złoty medal (gra podwójna)
- 1996 – złoty medal (drużynowo)
- 1992 – złoty medal (gra podwójna)
- 1992 – złoty medal (drużynowo)
- 1990 – złoty medal (drużynowo)
- 1988 – złoty medal (gra podwójna)
- 1988 – złoty medal (drużynowo)
- 1986 – złoty medal (gra pojedyncza)
- 1986 – złoty medal (drużynowo)

### Puchar świata
- 1994 – srebrny medal (drużynowo)
- 1991 – złoty medal (gra pojedyncza)
- 1991 – srebrny medal (drużynowo)
- 1990 – złoty medal (drużynowo)